# Hanns-Jörg Anders
Pour les articles homonymes, voir Anders.
Hanns-Jörg Anders, né à Gardelegen (Allemagne) en 1942, est un photographe allemand, récipiendaire du prix World Press Photo of the Year en 1969.

## Récompenses et distinctions
- 1969 : World Press Photo of the Year[1]